# ドホーラサディヤ橋
ドホーラサディヤ橋は、インド北東部ブラマプトラ川にかかる橋である。全長9.1㎞で同国最長、2017年5月開通、総工費3億1800万ドル（約354億円）。